# Qualificazioni al campionato mondiale femminile di calcio 2003 - UEFA
Questa voce raccoglie un approfondimento sulle gare di qualificazione organizzate dall'UEFA alla fase finale del campionato mondiale femminile di calcio 2003.

## Fase a gironi
Nella qualificazione UEFA per la Campionato mondiale femminile di calcio 2003, le 16 squadre appartenenti alla Classe A sono state sorteggiate in quattro gironi, le cui vincitrici più la vincitrice dei play-off tra le seconde classificate si sono qualificate per la fase finale. Le qualificazioni sono iniziate il 16 agosto 2001 e si sono concluse il 16 novembre 2002.

## Classe A

### Gruppi

#### Gruppo 1
| Pos | Squadra   | Pt | G | V | N | P | GF | GS | DR  |
| --- | --------- | -- | - | - | - | - | -- | -- | --- |
| 1.  | Norvegia  | 16 | 6 | 5 | 1 | 0 | 21 | 3  | +18 |
| 2.  | Francia   | 12 | 6 | 4 | 0 | 2 | 11 | 9  | +2  |
| 3.  | Ucraina   | 7  | 6 | 2 | 1 | 3 | 9  | 12 | -3  |
| 4.  | Rep. Ceca | 0  | 6 | 0 | 0 | 6 | 6  | 23 | -17 |

|           | Francia (bandiera) | Norvegia (bandiera) | Rep. Ceca (bandiera) | Ucraina (bandiera) |
| --------- | ------------------ | ------------------- | -------------------- | ------------------ |
| Francia   |                    | 0 - 3               | 4 - 1                | 2 - 1              |
| Norvegia  | 3 - 1              |                     | 5 - 0                | 4 - 0              |
| Rep. Ceca | 1 - 2              | 1 - 5               |                      | 2 - 3              |
| Ucraina   | 0 - 2              | 1 - 1               | 4 - 1                |                    |

#### Gruppo 2
| Pos | Squadra   | Pt | G | V | N | P | GF | GS | DR  |
| --- | --------- | -- | - | - | - | - | -- | -- | --- |
| 1.  | Svezia    | 15 | 6 | 5 | 0 | 1 | 27 | 4  | +23 |
| 2.  | Danimarca | 15 | 6 | 5 | 0 | 1 | 21 | 8  | +13 |
| 3.  | Svizzera  | 3  | 6 | 1 | 0 | 5 | 2  | 18 | -16 |
| 4.  | Finlandia | 3  | 6 | 1 | 0 | 5 | 4  | 24 | -20 |

|           | Danimarca (bandiera) | Finlandia (bandiera) | Svezia (bandiera) | Svizzera (bandiera) |
| --------- | -------------------- | -------------------- | ----------------- | ------------------- |
| Danimarca |                      | 4 - 2                | 2 - 1             | 4 - 0               |
| Finlandia | 0 - 6                |                      | 0 - 5             | 1 - 0               |
| Svezia    | 4 - 1                | 8 - 1                |                   | 4 - 0               |
| Svizzera  | 1 - 4                | 1 - 0                | 0 - 5             |                     |

#### Gruppo 3
| Pos | Squadra | Pt | G | V | N | P | GF | GS | DR |
| --- | ------- | -- | - | - | - | - | -- | -- | -- |
| 1.  | Russia  | 11 | 6 | 3 | 2 | 1 | 10 | 6  | +4 |
| 2.  | Islanda | 9  | 6 | 2 | 3 | 1 | 8  | 9  | -1 |
| 3.  | Italia  | 7  | 6 | 2 | 1 | 3 | 7  | 7  | 0  |
| 4.  | Spagna  | 6  | 6 | 2 | 0 | 4 | 8  | 11 | -3 |

|         | Islanda (bandiera) | Italia (bandiera) | Russia (bandiera) | Spagna (bandiera) |
| ------- | ------------------ | ----------------- | ----------------- | ----------------- |
| Islanda |                    | 2 - 1             | 1 - 1             | 3 - 0             |
| Italia  | 0 - 0              |                   | 1 - 3             | 3 - 0             |
| Russia  | 1 - 1              | 2 - 1             |                   | 2 - 0             |
| Spagna  | 6 - 1              | 0 - 1             | 2 - 1             |                   |

#### Gruppo 4
| Pos | Squadra     | Pt | G | V | N | P | GF | GS | DR  |
| --- | ----------- | -- | - | - | - | - | -- | -- | --- |
| 1.  | Germania    | 18 | 6 | 6 | 0 | 0 | 31 | 3  | +28 |
| 2.  | Inghilterra | 8  | 6 | 2 | 2 | 2 | 9  | 6  | +3  |
| 3.  | Paesi Bassi | 4  | 6 | 1 | 1 | 4 | 6  | 16 | -10 |
| 4.  | Portogallo  | 4  | 6 | 1 | 1 | 4 | 4  | 26 | -22 |

|             | Germania (bandiera) | Inghilterra (bandiera) | Paesi Bassi (bandiera) | Portogallo (bandiera) |
| ----------- | ------------------- | ---------------------- | ---------------------- | --------------------- |
| Germania    |                     | 3 - 1                  | 6 - 0                  | 9 - 0                 |
| Inghilterra | 0 - 1               |                        | 0 - 0                  | 3 - 0                 |
| Paesi Bassi | 0 - 3               | 1 - 4                  |                        | 4 - 1                 |
| Portogallo  | 0 - 8               | 1 - 1                  | 2 - 1                  |                       |

## Classe B

### Gruppi

#### Gruppo 5
| Pos | Squadra | Pt | G | V | N | P | GF | GS | DR  |
| --- | ------- | -- | - | - | - | - | -- | -- | --- |
| 1.  | Scozia  | 15 | 6 | 5 | 0 | 1 | 20 | 5  | +15 |
| 2.  | Belgio  | 15 | 6 | 5 | 0 | 1 | 13 | 9  | +4  |
| 3.  | Austria | 4  | 6 | 1 | 1 | 4 | 7  | 15 | -8  |
| 4.  | Galles  | 1  | 6 | 0 | 1 | 5 | 2  | 13 | -11 |

|         | Austria (bandiera) | Belgio (bandiera) | Galles (bandiera) | Scozia (bandiera) |
| ------- | ------------------ | ----------------- | ----------------- | ----------------- |
| Austria |                    | 2 - 4             | 1 - 1             | 1 - 2             |
| Belgio  | 3 - 1              |                   | 1 - 0             | 3 - 2             |
| Galles  | 0 - 2              | 0 - 2             |                   | 0 - 2             |
| Scozia  | 5 - 0              | 4 - 0             | 5 - 1             |                   |

#### Gruppo 6
| Pos | Squadra    | Pt | G | V | N | P | GF | GS | DR  |
| --- | ---------- | -- | - | - | - | - | -- | -- | --- |
| 1.  | Jugoslavia | 18 | 6 | 6 | 0 | 0 | 23 | 3  | +20 |
| 2.  | Irlanda    | 12 | 6 | 4 | 0 | 2 | 18 | 7  | +11 |
| 3.  | Grecia     | 6  | 6 | 1 | 0 | 5 | 7  | 19 | -12 |
| 4.  | Moldavia   | 6  | 6 | 1 | 0 | 5 | 3  | 22 | -19 |

|            | Grecia (bandiera) | Irlanda (bandiera) | Jugoslavia (bandiera) | Moldavia (bandiera) |
| ---------- | ----------------- | ------------------ | --------------------- | ------------------- |
| Grecia     |                   | 1 - 3              | 1 - 3                 | 1 - 2               |
| Irlanda    | 5 - 0             |                    | 0 - 1                 | 6 - 0               |
| Jugoslavia | 6 - 1             | 5 - 0              |                       | 6 - 0               |
| Moldavia   | 0 - 3             | 0 - 4              | 1 - 2                 |                     |

#### Gruppo 7
| Pos | Squadra | Pt | G | V | N | P | GF | GS | DR  |
| --- | ------- | -- | - | - | - | - | -- | -- | --- |
| 1.  | Polonia | 24 | 8 | 8 | 0 | 0 | 25 | 1  | +24 |
| 2.  | Croazia | 13 | 8 | 4 | 1 | 3 | 16 | 11 | +5  |
| 3.  | Israele | 13 | 8 | 4 | 1 | 3 | 12 | 14 | -2  |
| 4.  | Romania | 8  | 8 | 2 | 2 | 4 | 18 | 13 | +5  |
| 5.  | Estonia | 0  | 8 | 0 | 0 | 8 | 4  | 36 | -32 |

|         | Croazia (bandiera) | Estonia (bandiera) | Israele (bandiera) | Polonia (bandiera) | Romania (bandiera) |
| ------- | ------------------ | ------------------ | ------------------ | ------------------ | ------------------ |
| Croazia |                    | 3 - 0              | 4 - 0              | 0 - 3              | 2 - 2              |
| Estonia | 0 - 3              |                    | 2 - 5              | 0 - 5              | 1 - 6              |
| Israele | 2 - 1              | 3 - 0              |                    | 0 - 2              | 1 - 0              |
| Polonia | 2 - 0              | 5 - 0              | 4 - 0              |                    | 3 - 1              |
| Romania | 2 - 3              | 6 - 1              | 1 - 1              | 0 - 1              |                    |

#### Gruppo 8
| Pos | Squadra              | Pt | G | V | N | P | GF | GS | DR  |
| --- | -------------------- | -- | - | - | - | - | -- | -- | --- |
| 1.  | Ungheria             | 24 | 8 | 8 | 0 | 0 | 33 | 5  | +28 |
| 2.  | Slovacchia           | 15 | 8 | 5 | 0 | 3 | 25 | 11 | +14 |
| 3.  | Bielorussia          | 15 | 8 | 5 | 0 | 3 | 27 | 16 | +11 |
| 4.  | Turchia              | 3  | 8 | 1 | 0 | 7 | 10 | 27 | -17 |
| 5.  | Bosnia ed Erzegovina | 3  | 8 | 1 | 0 | 7 | 10 | 46 | -36 |

|                      | Bielorussia (bandiera) | Bosnia ed Erzegovina (bandiera) | Slovacchia (bandiera) | Turchia (bandiera) | Ungheria (bandiera) |
| -------------------- | ---------------------- | ------------------------------- | --------------------- | ------------------ | ------------------- |
| Bielorussia          |                        | 5 - 2                           | 3 - 2                 | 4 - 0              | 2 - 4               |
| Bosnia ed Erzegovina | 2 - 7                  |                                 | 0 - 7                 | 3 - 2              | 0 - 11              |
| Slovacchia           | 3 - 1                  | 6 - 2                           |                       | 3 - 0              | 0 - 2               |
| Turchia              | 1 - 5                  | 5 - 1                           | 0 - 3                 |                    | 1 - 4               |
| Ungheria             | 2 - 0                  | 3 - 0                           | 3 - 1                 | 4 - 1              |                     |

## Play-off

### Semifinali
| Squadra 1 | Totale | Squadra 2   | Andata | Ritorno |
| --------- | ------ | ----------- | ------ | ------- |
| Francia   | 3 - 1  | Danimarca   | 2 - 0  | 1 - 1   |
| Islanda   | 2 - 3  | Inghilterra | 2 - 2  | 0 - 1   |

### Finale
| Squadra 1   | Totale | Squadra 2 | Andata | Ritorno |
| ----------- | ------ | --------- | ------ | ------- |
| Inghilterra | 0 - 2  | Francia   | 0 - 1  | 0 - 1   |